# Salm-Salm Molen
De Salm-Salm Molen in de Belgische gemeente Hoogstraten is een maalvaardige windkorenmolen. De bergmolen is de tweede molen op deze plek. Hij werd in 1902 opgericht door molenaar Van de Mierop nadat de vorige molen, een standerdmolen uit 1571, op 5 april 1902 omwaaide. De Salm-Salm Molen is sinds 5 januari 1973 een beschermd monument en de omgeving is sinds 3 augustus 1981 beschermd dorpsgezicht. De molen draait minstens een keer per maand.

## Geschiedenis
De windmolen van Hoogstraten heeft een rijke geschiedenis. De oorspronkelijke molen bevond zich tot 1464 aan de Minderhoutsestraat. In 1571, onder toezicht van de Spaanse gouverneur Don Luis Carrillo de Castilla, werd de molen verplaatst van de Minderhoutsestraat naar de huidige locatie aan de Minderhoutakker. Dit besluit leidde tot de oprichting van een nieuwe molenberg met een standaardmolen en werd niet zonder tegenstand ontvangen door het plaatselijke bestuur. De molen fungeerde als banmolen, wat inhield dat de lokale bevolking verplicht was om hun graan hier te laten malen in ruil voor een deel van hun opbrengst. Tijdens het Directoire in 1795 werd de molen aangeslagen. In 1815, tijdens de periode van het Koninkrijk der Nederlanden, werd de molen teruggegeven aan de hertog Konstantijn van Salm-Salm.
In 1854 werd de molen aan Jan Frans Van de Mierop verkocht. Het was zijn zoon, Frans Van de Mierop, die in 1902 de stenen molen liet oprichten ter vervanging van de door storm vernielde molen. Bij de bouw werden enkele onderdelen van de houten molen hergebruikt, onder meer het vangwiel uit 1834 dat het opschrift CKB droeg. Hij liet ook een gevelsteen met inscriptie F.V.D. Mierop / Praline Mathilde / 6 april 1902 / 9 mei 1902 in de gevel van de romp plaatsen.
In 1912 werd de molen aan Jozef Janssen-Rommens verkocht. Er is maar een vermelding van ravage aan de molen, en dat is dat hij in 1943 twee wieken verloor. Tot 1968 bleef hij in bedrijf. De molen was in het bezit van de familie Janssen-Rommens tot de maaldersgast Frans Verschueren hem op 18 juni 1969 kocht met de bedoeling hem af te breken. Dit gebeurde echter niet, en hij verkocht de Salm-Salm Molen in 1971 aan Dr. Van der Pas. Twee jaar later, in 1973, werden de molen en het omliggende landschap monument, en in 1975-'76 werd de molen grondig gerenoveerd en de molenberg en de romp kregen een woonbestemming.
In 2006 gaf de gemeente een bouwvergunning af voor een villa op een deel van het beschermde erf.

## Restauraties en onderhoud
Werkzaamheden om de grootste problemen te verhelpen en de eerste restauratiefase werden in 1974-'75 en 1983 uitgevoerd, terwijl de tweede fase waarin de woning werd uitgebreid tot in de molenbelt, plaatsvond in 1988-'89. In 1995-'96 werden de kap, staart, spruiten, schoren, het kruiwerk en het loop- en luiwerk gerestaureerd en hierna was de molen weer maalvaardig.

## Molenaars en eigenaars
- 1902-1912: molenaar Van De Mierop
- 1912-1969: molenaar Jozef Janssen-Rommens en zijn erven
- 22 oktober 1968 molenaar Frans Janssens overleden, zijn erfgenamen zijn zijn vrouw Maria Meyers en zijn dochter Marleen Janssens
- 1969, 18 juni: maaldersgast Frans Verschueren
- 1971: Dr. Harry Van der Pas
- 2008: te koop

## Technische gegevens
De molen heeft
- gelaste stalen roeden van 26m, gemaakt door Peel uit Gistel in 1976, en een gietijzeren askop van Van Aerschot. Het gevlucht is op z'n Oud-Vlaams opgehekt.
- twee koppels kunststenen met een diameter van 1,5m met zwaaipandscherpsel. De overbrenging is 1:5,7.
- een sleepluiwerk
- buitenvangstok